# Batumbulan Baru
Batumbulan Baru is een bestuurslaag in het regentschap Aceh Tenggara van de provincie Atjeh, Indonesië. Batumbulan Baru telt 431 inwoners (volkstelling 2010).